# Борок (Андрушёвский район)
Боро́к (укр. Борок) — село на Украине, находится в Андрушёвском районе Житомирской области.
Код КОАТУУ — 1820384802. Население по переписи 2001 года составляет 5 человек. Почтовый индекс — 13420. Телефонный код — 4136. Занимает площадь 7,09 км².

## Адрес местного совета
13420, Житомирская область, Андрушёвский р-н, с.Ивница, ул.Ленина, 1